# Tuá Lukanga
Os ‘’’Tuá Lukanga’’’ do Pântano de Lukanga da Zâmbia são uma das várias castas de pescadores e caçadores-coletores que vivem em uma relação de clientelismo com os Bantus agricultores na África Central e Meridional. Os Twa Lukanga vivem principalmente entre os Lenje e falam a língua lenje.
Na Província do Sul, onde o terreno pantanoso impede o plantio de grandes culturas perto dos rios principais, apenas os Tuá que são parte dos Tuás gerais  pescam. Eles trocavam sua pesca por produtos agrícolas de seus clientes. Até a década de 1920, os Tuá construíam suas cabanas nos pântanos, mas foram transferidos para terras mais altas para facilitar a tributação. 
Na década de 1970, muitos Tuá se identificaram como Lenje e, consequentemente, abandonaram a pesca, visto que os Lenje têm uma forte aversão cultural a essa atividade. Eles foram substituídos por imigrantes na região, principalmente os Luvale (falantes de língua luvale) e Malawianos. 